# Princesse on Ice
Pour plus de détails, voir Fiche technique et Distribution.
Princesse on Ice, ou Une princesse sur la glace au Québec (Ice Princess), est un film de Disney sorti en 2005 réalisé par Tim Fywell.

## Synopsis
Casey Carlyle est une élève de terminale brillante, surdouée en sciences. Lorsque son professeur de physique lui propose de réaliser un dossier afin de pouvoir intégrer la prestigieuse université Harvard, Casey choisit d'étudier le patinage artistique, pour voir si l'aérodynamique des patineuses ne suit pas une loi physique. Pour vérifier ses expérimentations, elle décide de prendre des cours de patinage artistique. Et ce sport lui plaît tant qu'elle envisage de devenir professionnelle. Alors que sa mère est contre le patinage artistique et qu'elle se découvre une passion, elle fera alors tout pour que sa mère ne sache pas que son rêve est de devenir une patineuse professionnelle.

## Fiche technique
- Réalisation : Tim Fywell
- Scénario : Meg Cabot et Hadley Davis
- Photographie : David Hennings
- Montage : Janice Hampton
- Musique : Christophe Beck
- Producteur : Bridget Johnson
- Tournage : du 3 mai 2004 au 23 juillet 2004
- Format : 35 mm

## Distribution
- Michelle Trachtenberg (VQ : Catherine Trudeau) : Casey Carlyle
- Joan Cusack (VQ : Élise Bertrand) : Joan Carlyle
- Kim Cattrall (VQ : Johanne Garneau) : Tina Harwood
- Hayden Panettiere (VQ : Stéfanie Dolan) : Gennifer « Gen » Harwood
- Trevor Blumas (VQ : Philippe Martin) : Teddy Harwood
- Kirsten Olson (en) (VQ : Sarah-Jeanne Labrosse) : Nikki Fletcher
- Jocelyn Lai : Tiffany Lai
- Connie Ray (VQ : Maryse Gagné) : Mme Fletcher
- Paul Sun-Hyung Lee : M. Lai
- Juliana Cannarozzo (VQ : Karine Vanasse) : Zoey Bloch

### Les vrais patineurs sur le plateau
- Brian Boitano (États-Unis) lui-même/commentateur
- Juliana Cannarozzo (États-Unis) Zoey Bloch
- Tara Ferguson (CAN) doublure de Gen
- Danielle Kahle (États-Unis) doublure de Niki
- Michelle Kwan (États-Unis) elle-même/commentatrice
- Jocelyn Lai (États-Unis) Tiffany
- Kirsten Olson (États-Unis) Nikki
- Jennifer Robinson (CAN) doublure de Casey
- Sandra Rucker (États-Unis) doublure de Casey
- Cassandre Van Bakel (CAN) doublure de Casey
- Lauren Wilson (CAN) doublure de Casey
- Victoria Yeung (CAN) doublure de Tiffany